# Biskupská rezidence v Litoměřicích
Biskupská rezidence v Litoměřicích je barokní budova a sídlo úřadu biskupa litoměřické diecéze. Objekt se nachází na Dómském vrchu na adrese Dómské náměstí 1/1, respektive Máchova 180/1 v Litoměřicích.

## Historie

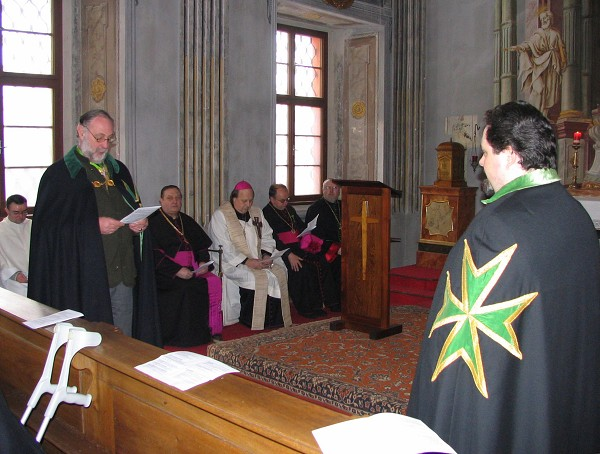
Interiér rezidence, kaple svatého Vavřince (Lazariáni Dobrzensky a Šantin, v pozadí biskup Pavel Posád a kanovníci

Biskupská rezidence stojí na místě někdejších budov původní litoměřické katedrální kapituly založené v 11. století knížetem Spytihněvem II.
Po založení samostatné diecéze v roce 1655 nechal biskup Jaroslav Ignác hrabě ze Šternberka v letech 1683–1701 vystavět nové biskupské sídlo ve stylu paláce. Autorem návrhu raně barokní dvoupatrové trojkřídlé budovy s reprezentační branou a čestným dvorem byl česko-italský architekt Giulio Broggio (1628-1718 v Litoměřicích), který se již předtím v letech 1663–1670 účastnil výstavby zdejší katedrály svatého Štěpána.
Nachází se v ní kaple sv. Vavřince (na fasádě rozpoznatelná zazděnými okny v prvním a druhém patře) s malbami Františka Kučery a Kryštofa Viléma Tietzeho a v přízemí je kaple zasvěcená Boží lásce. V přízemí biskupské rezidence se také nalézá velká knihovna pocházející z konce 18. století. Byla zde zřízena z iniciativy biskupa Emanuela Arnošta z Valdštejna. V prvním patře se nachází velký trůnní sál s nástropními freskami. Objekt dnes slouží jako reprezentační sídlo litoměřických biskupů.

## Galerie

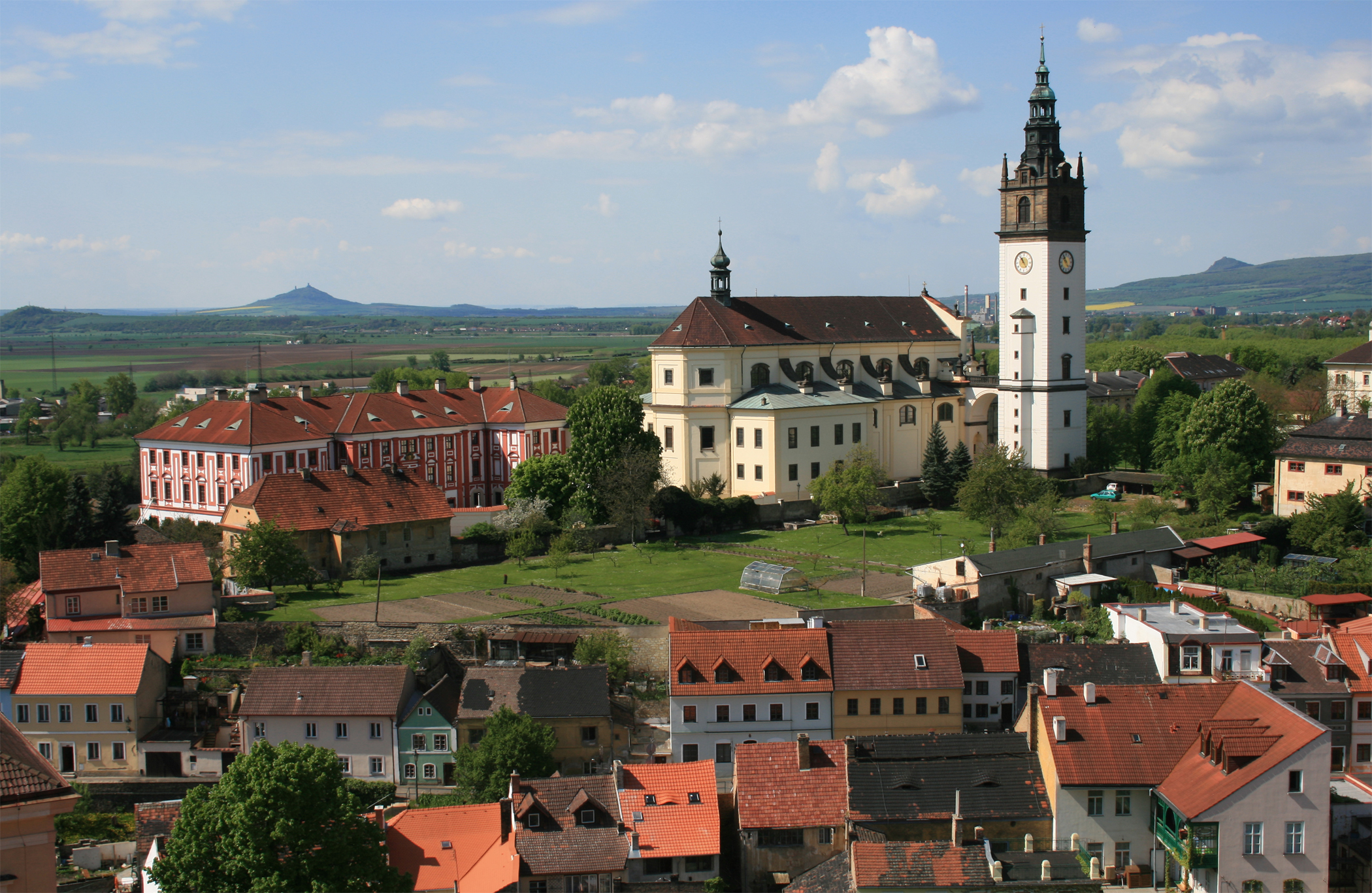
Katedrála svatého Štěpána a biskupská rezidence z věže věže domu Kalich.
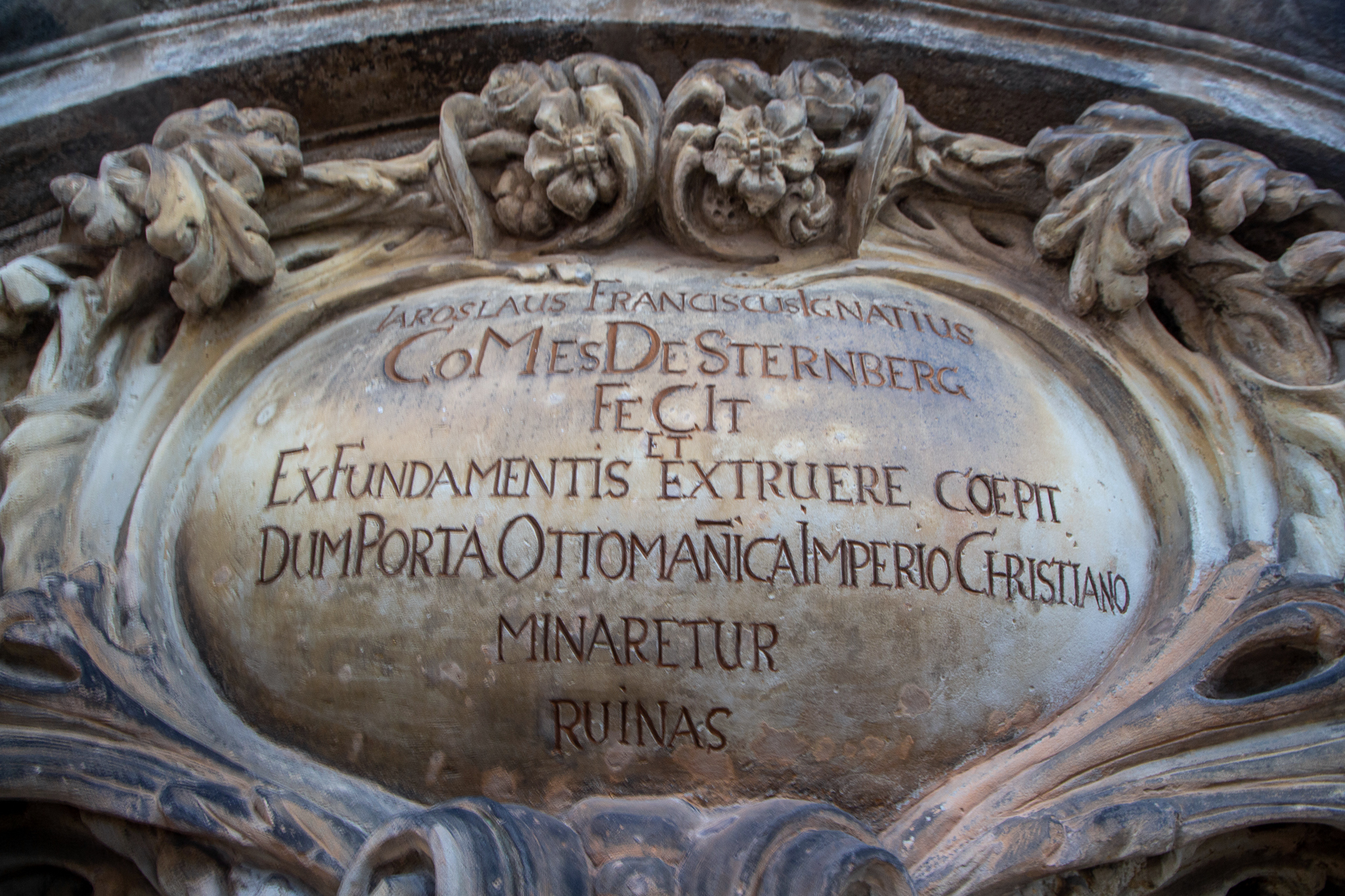
Pamětní kartuš biskupa Jaroslava Františka Ignáce hraběte ze Šternberka nad vstupní branou.
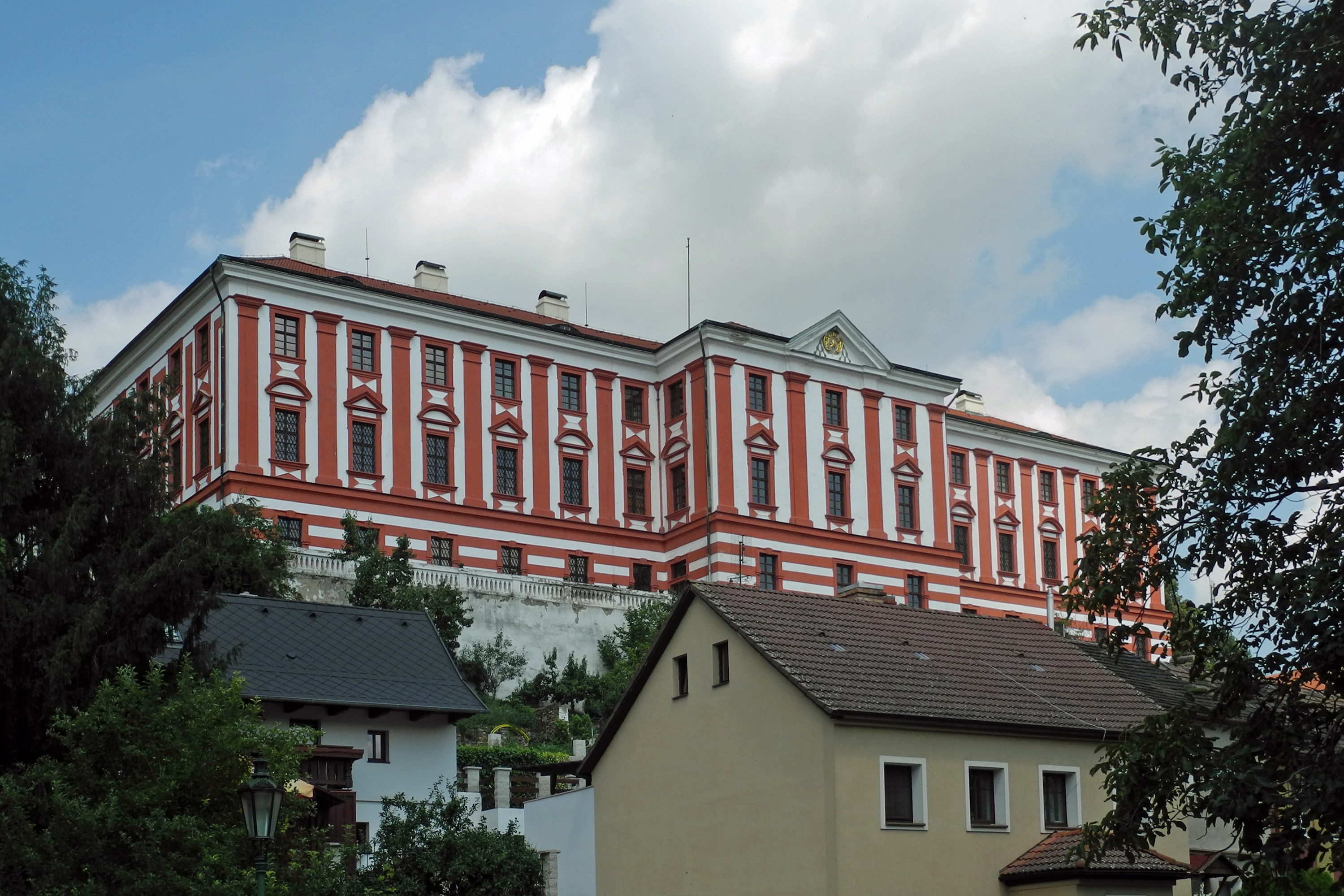
Pohled z údolí
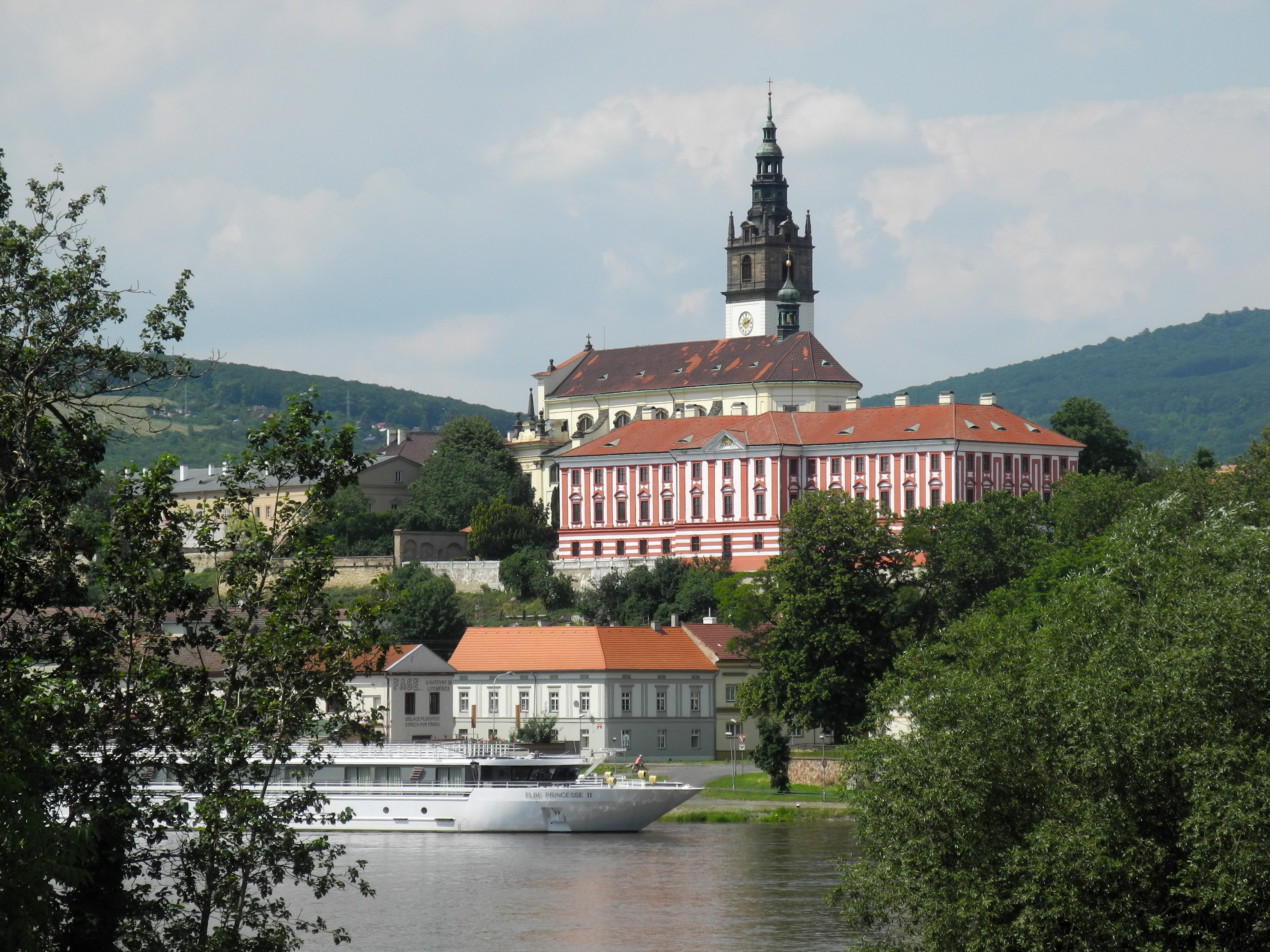
Biskupská rezidence z druhého břehu řeky Labe